# ترمویلس
ترمویلس (به فرانسوی: Trémouilles) یک کمون در فرانسه است که در Canton of Pont-de-Salars واقع شده‌است.

## خصوصیات
ترمویلس ۲۸٫۸۳ کیلومترمربع مساحت و ۵۲۱ نفر جمعیت دارد و ۸۰۰ متر بالاتر از سطح دریا واقع شده‌است.